# Peugeot Type 33
Pour les articles homonymes, voir Type 33.
La Peugeot Type 33 Phaétonnet est un modèle d'automobile Peugeot de 1902 de l'époque du fondateur de la marque Armand Peugeot. Elle est conçue sur la base d'un fiacre motorisé équipé de pneus Michelin.

## Historique
En 1900, la France est le premier producteur d'automobile du monde avec 4 800 voitures, contre 4 000 aux États-Unis, 800 en Allemagne et 175 en Angleterre. Peugeot seul en produit alors 500.

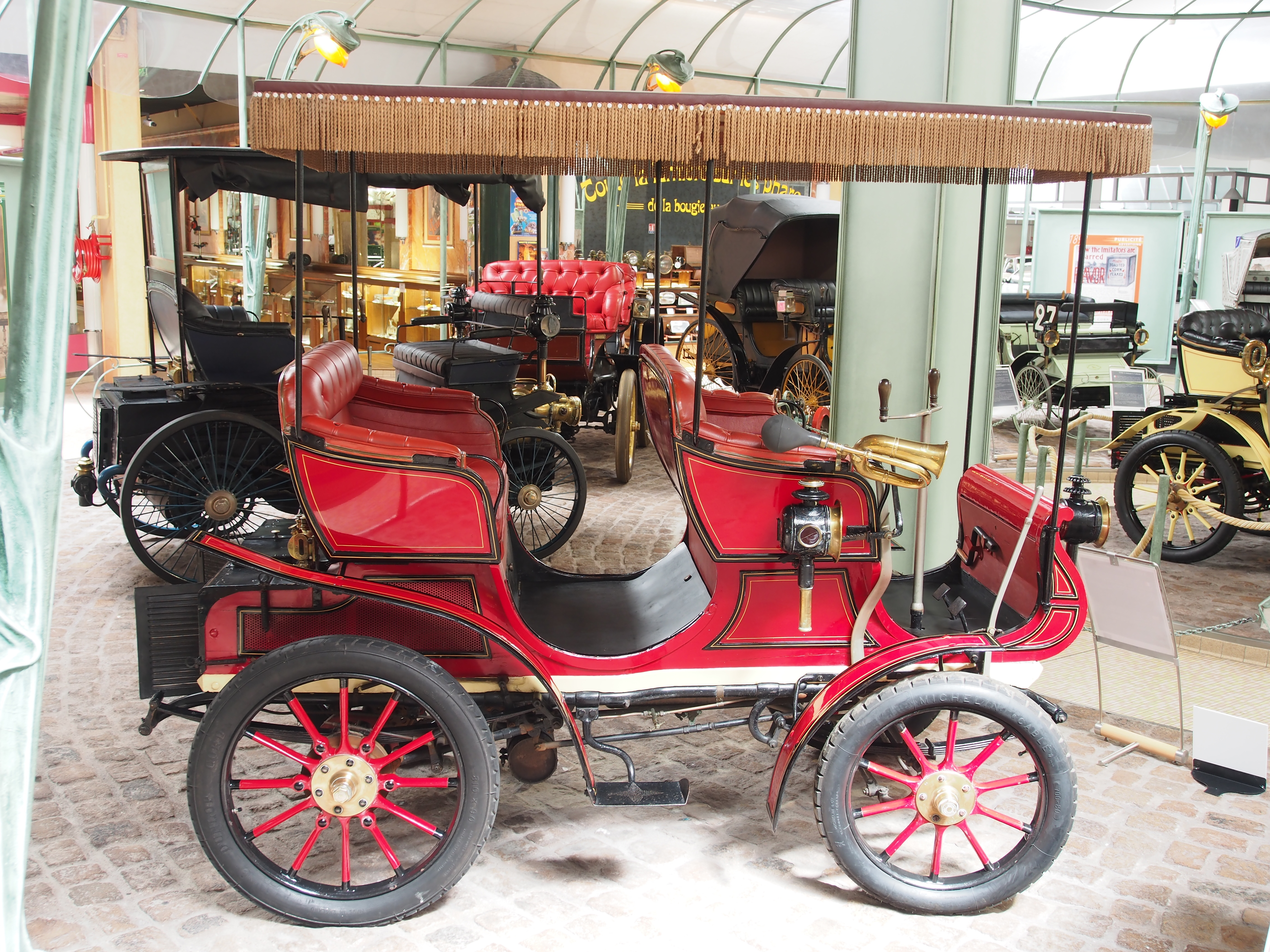
Peugeot Type 33.